# トルクメニスタン関係記事の一覧
トルクメニスタン関係記事の一覧（トルクメニスタンかんけいきじのいちらん）
トルクメニスタンに関係する記事を一覧する。
- トルクメニスタン出身の人物については中央アジア出身者の一覧を参照。

## あ行
- アイラン - 乳飲料。中央アジアで愛飲されている飲料のひとつ。
- アケメネス朝 - 王朝・帝国・遊牧国家の一つ。かつて古代オリエントに存在しており、同国の国土は当時この一部として組み入れられていた。
- アジア - 大州
- アジアオリンピック評議会 - アジア地域の国内オリンピック委員会（NOC）の集合組織。トルクメニスタンはこの評議会が関わる地域競技大会グループに加盟している。
- アジアサッカー連盟 - トルクメニスタンのサッカー協会がこの連盟に男子代表で加盟している。
- アジアハイウェイ
- アジアの歴史
- アシガバート - 首都
- アシガバート駅 - 同国の鉄道駅の一つ。
- アシガバート空港
- アシガバート公園（英語版） - アシガバートの中心に位置する公園で1887年に敷設された。同国における最も古い公園として知られており、開園当初は「街の夏庭」の通称で呼ばれていた。
- アシガバート・オリンピック・スタジアム
- アシガバート・スタジアム
- アシガバート地震 - 1948年にアシガバートで発生した地震。犠牲者は11万人に上る。
- アシガバート噴水広場（英語版） - アシガバート市内に在る噴水広場で、同都市のシンボルともなっている。
- アシガバート・モノレール
- アセナ - テュルク神話に登場する狼。現在、発祥であるトルコだけでなくテュルク系民族全体に語り継がれている。
- アゼルバイジャン - 西アジア・コーカサス地方に位置する国のひとつで、経済ならび民族的な関わりがある。
- アッバース朝
- アハル州 - 同国の行政区画の一つ。
- アフガニスタン - 隣国の一つ。
- アルトゥイン・アイ（ロシア語版、英語版） - 同国の勲章。同国では最上かつ最高の勲位に定められる形で扱われており、主に「人民英雄」と認定された人物に授与される。
- イスラーム
- イスラム教
  - スンナ派
- イスラム協力機構
- イスラム世界
- イラン - 隣国の一つ。
- イルハン朝
- インスピレーション・アリー（英語版） - 公立公園の一つ。アシガバートの中心地に位置しており、公園内の通路には著名なトルクメン人の詩人、思想家、古代と近代の学者の彫像が並ぶ。
- ウズベキスタン - 隣国の一つ。民族的な関わりがある。
- ウマイヤ朝
- ウラル・アルタイ語族
- オグズ語群
- オグス・ハン宮殿 ⇒ トルクメニスタン大統領官邸
- オリンピックのトルクメニスタン選手団
- オリンピック村 (アシガバート)（トルクメン語版）

## か行
- カザフスタン - 隣国の一つ。民族的な関わりがある。
- ガズナ朝
- カスピ海横断鉄道
- カラクーム運河
- カラクム砂漠
- キジルクム砂漠
- キプチャク (トルクメニスタン)（ロシア語版、英語版） - アシガバートに在る村。
- ギョクデペの戦い
- キリル文字 - かつて同国で用いられていた文字
- キルギス - 周辺国の一つ。民族的な関わりがある。
- クフナ・ウルゲンチ - 都市の一つ。世界遺産の名前にもなっている。
- 古テュルク語
- ゴヌール・テペ（英語版） - マル州マル地区（英語版）にある遺跡。別名マルグッシュ遺跡。
- コペトダグ地震
- コペトダグ山脈

## さ行
- サーサーン朝
- サーマーン朝
- ザカスピ州 - トルクメニスタンの前身の一つで、中央アジアに設置されたロシア帝国のカフカース総督府（ロシア語版、英語版）の州として存在していた。
- サッカートルクメニスタン代表
- サファヴィー朝
- サリカミシュ湖
- 上海協力機構
- ジョチ・ウルス
- シルクロード
- 人民民主運動（ロシア語版）
- セルジューク朝
- ソビエト中央アジア（英語版）
- ソビエト連邦 - 前身の一つのトルクメン・ソビエト社会主義共和国はこの連邦国家の構成共和国であった。
  - ソビエト連邦の歴史
  - ソビエト連邦の崩壊

## た行
- ダルヴァザ - 村の一つ。同国の行政区画ではアハル州の一村となっている。
- 中央アジア
- 中央アジア協力機構 - 前身であった 中央アジア連邦（CAC）に加盟。1994年、タジキスタンと共に脱退。
- 中央アジア競技大会 - アジアオリンピック評議会の競技大会の一つ
- 中央アジア競技連盟
- 中央アジアサッカー協会
- 中央アジアの映画（英語版）
- 中央アジアのスポーツ（英語版）
- 中央アジアの農業（英語版）
- 中央アジアの美術
- 中央アジアの歴史
- 中央アジア非核兵器地帯条約
- 「中央アジア+日本」対話
- 中央アジア連合
- 中立の塔
- チュルク語族
- ツラン人種
- ティムール朝
- テュルク系民族
- テュルク諸語
- テュルク評議会
- テュルクメンバシュ・ルーフ・モスク（英語版） - アシガバートのキプチャク村に在る世界最大級のモスクで、初代大統領ニヤゾフの一家が葬られていることでも知られる。霊廟も隣接しており、そこにはニヤゾフの遺体が安置されている。
- トゥーラーン
- トゥラン低地
- 独立国家共同体（CIS）
- トルキスタン
- トルキスタン自治ソビエト社会主義共和国
- トルクメニスタン科学アカデミー（英語版）
- トルクメニスタン・カップ
- トルクメニスタン・スーパーカップ（英語版）
- トルクメニスタン議会
- トルクメン共産党（ロシア語版、英語版）
- トルクメニスタン共産党 (1998年-2002年)（英語版）
- トルクメニスタン共和党（英語版、ロシア語版）
- トルクメニスタン軍
  - トルクメニスタン空軍
  - トルクメニスタン陸軍
  - トルクメニスタン海軍
- トルクメニスタン憲法（英語版）
- トルクメニスタン憲法記念塔（英語版）
- トルクメニスタン航空
- トルクメニスタン国税庁（ロシア語版、英語版） - 同国の税関。同税関は世界税関機構に加盟している。
- トルクメニスタン国立文化センター（ロシア語版、英語版）
- トルクメニスタン国立美術館（ロシア語版、英語版）
- トルクメニスタン国家移民局（英語版）
- トルクメニスタン国家宇宙局
- トルクメニスタン国家保安省（ロシア語版、英語版）
- トルクメニスタン国境庁（ロシア語版）
- トルクメニスタン産業・企業家党
- トルクメニスタン女性連合（ロシア語版、英語版）
- トルクメニスタン人民英雄（ロシア語版、英語版） - 同国の勲章の一つ。
- トルクメニスタン大統領官邸（英語版、ロシア語版）
- トルクメニスタン中央労働組合（ロシア語版、英語版）
- トルクメニスタン独立記念塔
- トルクメニスタン内務省（ロシア語版、英語版）
- トルクメニスタンの音楽
- トルクメニスタンの行政区画
- トルクメニスタンの銀行の一覧
- トルクメニスタンの経済（英語版）
- トルクメニスタンの交通
- トルクメニスタンの国際関係
- トルクメニスタンの国章
- トルクメニスタンの国歌
- トルクメニスタンの国旗
- トルクメニスタンの在外公館の一覧
- トルクメニスタンの宗教（英語版、ロシア語版）
  - トルクメニスタンにおける信教の自由（英語版）
  - トルクメニスタンのイスラム教
- トルクメニスタンの人口統計
- トルクメニスタンの新聞一覧（英語版）
- トルクメニスタンの世界遺産
- トルクメニスタンの大学一覧（英語版）
- トルクメニスタンの大統領
- トルクメニスタンの地理（英語版）
- トルクメニスタンの鉄道駅一覧
- トルクメニスタンの都市の一覧
- トルクメニスタンの文化
- トルクメニスタンの法執行機関（英語版）
- トルクメニスタンのメディア（英語版）
- トルクメニスタンの歴史（英語版）
- トルクメニスタン・マナト - 通貨単位。補助通貨はテネシで、1マナト ＝ 100テネシ。
- トルクメニスタン民主党
- トルクメニスタン料理
- トルクメニスタン国家宇宙局
- トルクメニスタン放送センター（英語版、ロシア語版） - 放送局施設。観光センターとしても機能しており、国内有数のランドマークの一面を持っている。 別名 トルクメニスタン・タワー。
- トルクメニスタン・リーグ
- トルクメン語 - トルクメニスタンの公用語。
- トルクメン人
- トルクメン絨毯 - 同国の名産品の一つ。
- トルクメン国立医科大学（英語版）
- トルクメン国立世界言語研究所（トルクメン語版、ロシア語版） - 同国の言語研究機関。正式名称は『ドゥレトマメット＝アザディ名称トルクメン国立世界言語研究所』
- トルクメン国立大学（ロシア語版、英語版）
- トルクメン・ソビエト社会主義共和国
- トルクメンバシ
  - トルクメンバシ駅 - 同国の鉄道駅の一つ。
  - トルクメンバシ (都市)
- トルクメン美術館（英語版）
- トルクメン・ヘルシンキ人権財団（英語版） - トルクメン人の人権団体。トルクメニスタン・ヘルシンキ人権財団とも呼ばれる。本部はブルガリアのヴァルナにあり、2003年に設立された。
- トルクメン民主勢力同盟（英語版）
- トルコ - 民族的に深い関わりを持つ。

## な行
- ニサ (トルクメニスタン)
- 農民正義党

## は行
- バグト・コシュギ（英語版） - アシガバート内に建つ巨大施設で結婚式場として使用される。元は「幸せ宮殿」の建立計画で設けられたもの。
- バクトリア
- パルティア
- 汎テュルク主義
- ハンマーム - 伝統的な公衆浴場。
- ヒヴァ・ハン国
- ブハラ・ハン国
- 非同盟運動 - 国際組織の一つ。東西冷戦期以降に立ち上げられたもので、トルクメニスタンは1995年に加盟している。
- 北京オリンピックトルクメニスタン選手団
- ペルシア
- ベレケト駅 - 同国の鉄道駅の一つ。
- ベレケト車両基地
- ホラズム・シャー朝

## ま行
- マジュリス
- マナト - トルクメニスタンとアゼルバイジャンで用いられている通貨。
- マフトゥムグル名称トルクメニスタン青年組織（ロシア語版）
- マル - トルクメニスタンの州都の一つ。

- メルブ遺跡 - カラクム砂漠の中に存在する遺跡で、中央アジア最大の遺跡でもある。
- メロンの日

- モラネペス名称・学生劇場（英語版）
- モンゴル帝国 - かつて存在していた国家の一つで、歴史的な関わりがあった。

## や行
- 遊牧民。
- ユーラシア関税同盟
- ユーラシア連合

## ら行
- ラテン文字 - トルクメン語の現行表記ならび主体となっている文字。
  - ラテン文字化 - トルクメニスタンはソ連崩壊後、それまで使用されていたキリル文字をラテン文字へ切り替えている。
- ルーヒエット（英語版） - 宮殿型施設。主に州議会や会議、就任式を始めとする催事などで利用されている。
- ルーフナーマ
- ルブ・エル・ヒズブ
- ロシア帝国 - かつて存在していた国家の一つであり、同国の前身であったザカスピ州を領有していた。

## わ行
- ワルシャワ条約機構 - 前身であるトルクメン・ソビエト社会主義共和国(ソ連)が加盟していた。
  - ワルシャワ条約 (1955年)

## 英数字
- .tm（国別コードトップレベルドメイン）
- AFCチャレンジリーグ - アジアサッカー連盟（AFC）主催のクラブチームによるサッカーの国際大会。
- ALEM - 世界最大級の屋外観覧車で、アレム中央文化センター（英語版）という施設の内部に設けられている。ALEMとはトルクメン語で「宇宙」を意味する単語である。
- E003号線 - 欧州自動車道路のBクラス幹線道路で、トルクメニスタンとウズベキスタンに跨る形で存在する。
- FCバルカン - 同国のサッカークラブの一つ。
- FKアシガバート - 同国のサッカークラブの一つ。
- FKアルティン・アシル - 同国のサッカークラブの一つ。
- Gunesh（ロシア語版）(Gunesh Ensemble)　- ソ連時代の同国で活動していたバンドグループ。
- HTTUアシガバート - 同国のサッカークラブの一つ。
- ISO 3166-2:TM - トルクメニスタンの行政区分コード。
- GPU(国家政治保安部)
- NKVD (内務人民委員部)
- KGB (ソ連国家保安委員会)
- NIS諸国
- 2017年アジアインドア・マーシャルアーツゲームズ - アジアインドア・マーシャルアーツゲームズの第5回大会で、2017年9月17日にアシガバートで開催された。

## 関係記事
- Category:トルクメニスタン